# سیارک ۶۵۸۹
سیارک ۶۵۸۹ (به انگلیسی: 6589 Jankovich، نامگذاری:1985SL3) شش هزار و پانصد و هشتاد و نهمین سیارک کشف شده‌است که در ۱۹ سپتامبر ۱۹۸۵ کشف شد.
قدر مطلق سیارک برابر ۱۴٫۳۰ است.